# Мокрецово (Вавозький район)
Мокрецо́во (рос. Мокрецово) — присілок у Вавозькому районі Удмуртії, Росія.
Населення — 3 особи (2010; 2 в 2002).
Національний склад (2002):
- росіяни — 100 %

Урбаноніми:
- вулиці — Польова